# 鳌山卫街道
鳌山卫街道是中国山东省青岛市即墨区下辖的一个街道，是青岛市规划的人口规模5~10万的23个重点镇/街之一。

## 行政区划
鳌山卫街道下辖西里村、北泊子村、北里村、南里村、南选村、东里村、南泊子村、官场村、东绕山河村、西绕山河村、杨家岭村、神汤沟村、七沟一村、七沟二村、七沟三村、后马连沟村、前马连沟村、向阳庄村、于家沟村、冯家河村、高山里村、盘龙庄村、廉家庄村、凤凰岭村、顾家庄村、沪沱村、星石庄村、河崖村、水泊村、场元村、后寨村、新河庄村、大任村、新桥村、高戈庄村、大任观村、鳌角石村、高袁庄村、马山前村、新民村、姚家庄村、金家旺村、公母石村、垛石村、新王庄村、大管岛村、小管岛村、射箭口村、大汪村、东邱家白庙村、马家白庙村、姜家白庙村、孙家白庙村、南邱家白庙村、水场村、红星村、青岗岭村、马家沟村、大龙嘴村、下庄子村、院上村、西上庄村、东上庄村。

## 人口
2010年中国第六次人口普查时，鳌山卫镇共有人口47810人。共有家庭16390户，平均每户2.87人。14岁以下的少年儿童共7197人，占总人口15.05%；15-64岁人口共34492人，占总人口72.14%；65岁及以上的老年人共6121人，占总人口的12.80%。男性共计23750人，占总人口49.67%；女性共计24060，占总人口50.32%。本地居住的人口中，拥有本地户籍的人口为45727人，占95.64%。